# Morabo Morojele
Morabo Morojele (* 16. September 1960 in Maseru, Lesotho; † 20. Mai 2025) war ein lesothischer Schriftsteller und Musiker.

## Leben und Wirken
Morojele wurde in Lesotho geboren und wuchs in verschiedenen Ländern Afrikas und Europas auf. Er studierte in Eswatini und erwarb Abschlüsse der London School of Economics und des Instituts für Sozialwissenschaften in Den Haag. Morojele hat die meiste Zeit seines Lebens für internationale Organisationen und gemeinnützige Organisationen im Entwicklungssektor als Entwicklungswissenschaftler gearbeitet. Morojeles Debütroman „How We Buried Puso“ erschien 2006; die Erzählung behandelt eine Flut von Beziehungen und Exzentrikern sowie die verheerenden Folgen von Krieg und Politik und erforscht die jüngste Geschichte eines Landes in einem durchdringenden poetischen Stil. Sein zweiter Roman „Three Egg Dilemma“ erschien 2023 bei Jacana Media. Die Handlung spielt auf einem Gehöft mit Blick auf ein Tal und rund um eine Bar im Königreich Lesotho.
Morojele hat sich außerdem als Schlagzeuger betätigt und mit vielen der führenden Jazzmusiker Südafrikas gespielt bzw. aufgenommen. So trat er mit Sibongile Khumalo im Ronnie Scott’s Jazz Club in London auf, außerdem mit Abdullah Ibrahim und Winston Mankunku Ngozi. Er gehörte auch dem Jazzquintett Voice an (mit Andile Yenana, Herbie Tsoaeli, Marcus Wyatt, Sydney Mnisi), mit dem er zwei Alben aufnahm und in Skandinavien auf Tournee war. Weiterhin entstanden Aufnahmen mit Bheki Mseleku (Home at Last, 2003) und McCoy Mrubata ("Amasabekwelanggeni").
2024 wurde Morojele mit dem Prize for South African Writing in English (UJ Prizes) der University of Johannesburg ausgezeichnet.